# Tadeusz Bór-Komorowski
Tadeusz Bór-Komorowski, född 1 juni 1895 i Lwów, död 24 augusti 1966 i London, var en polsk militär ledare, general, greve, motståndskämpe under andra världskriget.

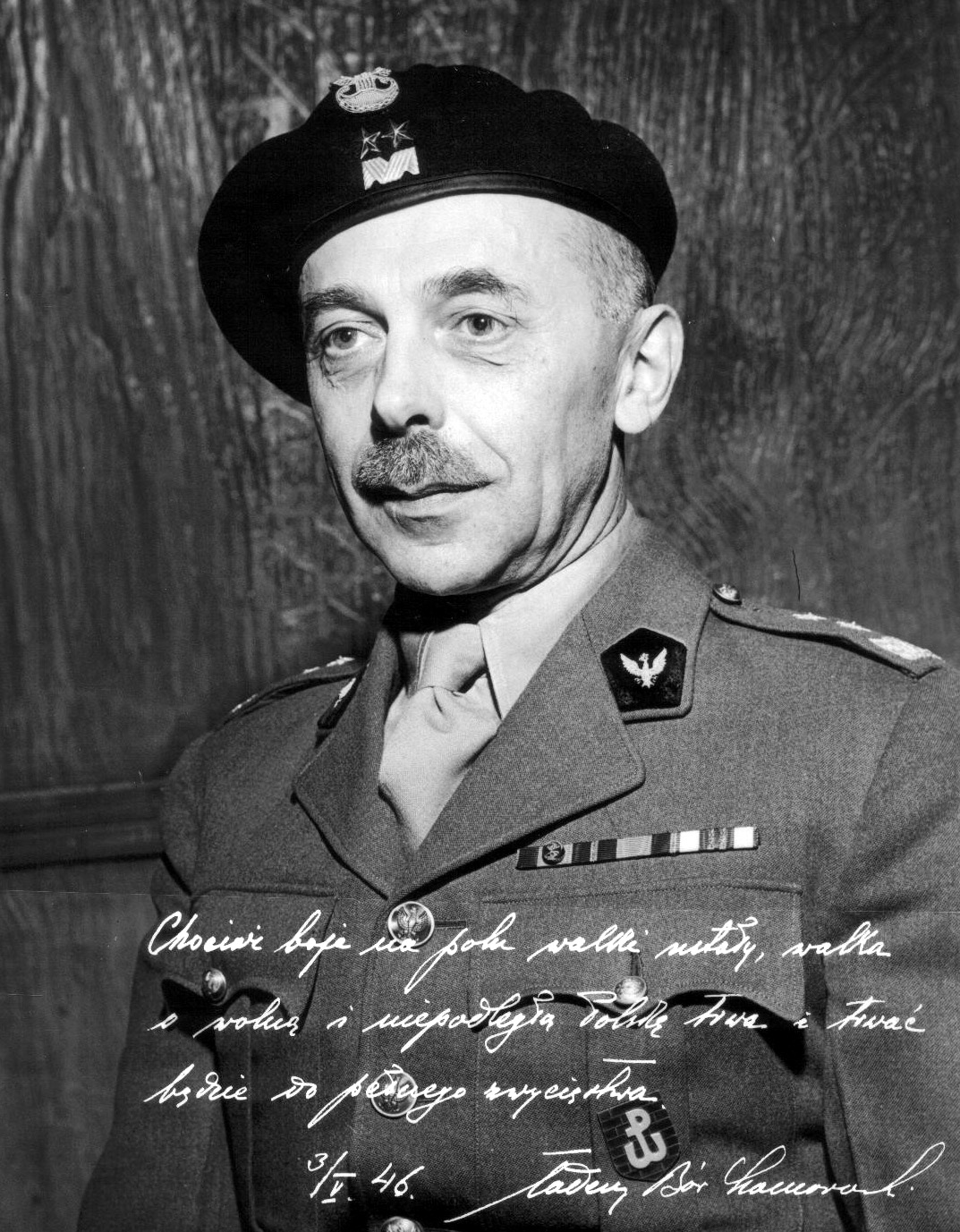
Tadeusz Bór-Komorowski år 1946.

Tadeusz Bór-Komorowski föddes i Lemberg som då tillhörde Österrike-Ungern. Under första världskriget var han officer i den österrikiska armén. Efter Polens självständighet blev han officer i den polska armén, i kavalleriet och deltog i sovjetisk-polska kriget 1918-1920 där han sårades i slaget vid Komorowo 1920. Senare blev han befälhavare för 12:e ulanregementet. Han deltog i den polska ryttargruppen vid Olympiska spelen 1924.
Vid utbrottet av andra världskriget bildade Bór-Komorowski som kommendant för kavalleriskolan i Grudziądz en kavalleribrigad, som opererade i området Wisła-Västra Bug. Efter ett misslyckat evakueringsförsök till Ungern gick Bór-Komorowski under jorden och organiserade i Kraków den polska underjordiska armén.
Han använde kodnamnet general Bór för att inte avslöja sin identitet. Tadeusz Bór-Komorowski utsågs 1943 till befälhavare för den polska hemmaarmén (Armia Krajowa).
När Röda armén närmade sig Warszawa sommaren 1944 önskade den polska exilregeringen att staden skulle befrias av polska trupper hellre än sovjetiska. General Bór-Komorowski beordrades att förbereda ett uppror. Den 1 augusti 1944 ledde han upproret i Warszawa mot den tyska ockupationsmakten. De sovjetiska trupperna stod kvar på östra sidan av Wisła utan att ingripa. Efter två månaders aggressivt motstånd tvingades polackerna att kapitulera inför de tyska styrkorna, ledda av SS-generalen Erich von dem Bach-Zelewski. Bór-Komorowski tillbringade resten av kriget i tysk fångenskap.
Han utsågs till Kazimierz Sosnkowskis efterträdare som chef över polska armén i Storbritannien och tillträdde efter sin frigivning 1945 tjänsten. Efter kriget var han premiärminister i den polska exilregeringen i London 1947-1949.

## Utmärkelser
- Silverkors av Virtuti Militari,  1921
- Polens förtjänstkors i silver,  1925
- Polens gyllene förtjänstkors,  16 mars 1934
- Officer av Polonia Restituta,  11 november 1936
- Guldkors av Virtuti Militari,  1944
- Kommendörskors av Virtuti Militari,  1947
- Armia Krajowa-korset,  1 augusti 1966
- Kommendör av Legion of Merit,  1984
- Vita örnens orden,  1995
- Österrike-Ungerns militärförtjänstmedalj i silver
- Kommendör med stjärna av Polonia Restituta
- Polens armémedalj
- Storkors av Polonia Restituta
- Gyllene förtjänstkors med svärd
- Riddarkors av Virtuti Militari
- Medalj för tio år av återvunnen frihet
- Krigsminnesmedalj 1918–1921
- Tapperhetskorset
- Österrike-Ungerns militärförtjänstmedalj i brons

[Redigera Wikidata]